# 心霊喫茶「エクストラ」の秘密-The Real Exorcist-
『心霊喫茶「エクストラ」の秘密-The Real Exorcist-』（しんれいきっさ「エクストラ」のひみつ-ザ リアル エクソシスト-）は、幸福の科学出版製作による2020年5月15日に公開の実写日本映画。幸福の科学の劇場映画としては第18作目。

## 概要
2019年6月20日、映画の概要が公表され、主演を務める千眼美子のコメントと、主題歌「The Real Exorcist」のリリース予定が発表された。
2019年11月20日には、映画概要がマスコミリリースされ、千眼美子の歌うイメージソングも公表された。
2020年2月23日にモナコ国際映画祭で最優秀作品賞を受賞し、ナイジェリアのエコ国際映画祭でも最優秀作品賞を受賞するなど、合計6カ国で21冠を獲得した。その後合計6カ国で26冠。
その後2020年9月時点で、8カ国55冠

### 公開
2020年5月15日に、日本国内で劇場公開され、政府の緊急事態宣言の対象地域以外の映画館66館で上映された。ただし、映画館の判断で上映延期の所もある。
2020年5月16日、東京都内の日本消防会館にてマスコミ向けの特別試写会が衛生面等への十分な配慮を行なった上で行われ、舞台挨拶が行われた。ステージにはソーシャルディスタンスを図りながら、主演の千眼美子をはじめ、伊良子未來、希島凛、小田正鏡監督の4人が登壇した。
2020年5月18日、興行通信社の調査による5月16日17日の「週末観客動員ランキング」集計で、第1位を獲得した。新型コロナウイルスの感染拡大により、他の新作映画が上映延期となる中で、5月18日に発表されたランキング発表での、唯一の新作映画として登場した。
政府の緊急事態宣言の対象地域であった地域の一部、大阪府・京都府・兵庫県などで解除となり、5月22日より上映の映画館が146館にまで拡大した。2020年5月25日、興行通信社の調査による5月23日24日の集計でも第1位となり、2週連続となった。
政府の緊急事態宣言の全国的解除により、第3週目となる5月29日より上映映画館が約40館ほど増えて180館以上にまで拡大した。2020年6月1日、興行通信社の調査による5月30日31日の週末観客動員数ランキング集計でも第1位となり、3週連続となった。
首都圏でも6月1日よりほとんどの映画館が再開し、216館で上映し、6月5日からは224館で上映となり、当初の予定の館数より4館多くなった。
2020年6月4日に、東京渋谷のヒューマントラストシネマ渋谷で「大ヒット御礼舞台挨拶」が行われ、千眼美子、伊良子未來、大浦龍宇一の3人が登壇した。メレフィス役の折井あゆみもビデオ映像で参加した。この内容の一部は、翌日6月5日関西の読売テレビと朝日放送で放送された他中日新聞など多数のメディアで報道された。
2020年6月8日、興行通信社の調査による6月6日7日の週末観客動員数ランキング集計でも第1位となり、4週連続となった。
2020年6月15日、興行通信社の調査による6月13日14日の週末観客動員数ランキング集計も第1位となり、5週連続となった。
2020年8月7日、台湾での上映が始まる。
『心霊喫茶「エクストラ」の秘密-The Real Exorcist-』日本での週間興行ランキング順位の推移
| 上映週 | 週末日付            | 週末順位 | 週間日付        | 週間順位 | 備考 |
| ------ | ------------------- | -------- | --------------- | -------- | ---- |
| 1週目  | 2020年05月16日-17日 | 1位      | 05月16日-22日   | 1位      |      |
| 2週目  | 2020年05月23日-24日 | 1位      | 05月23日-29日   | 1位      |      |
| 3週目  | 2020年05月30日-31日 | 1位      | 05月30日-6月5日 | 1位      |      |
| 4週目  | 2020年06月06日-07日 | 1位      | 06月06日-12日   | 1位      |      |
| 5週目  | 2020年06月13日-14日 | 1位      | 06月13日-19日   | 2位      |      |
| 6週目  | 2020年06月20日-21日 | 4位      | 06月20日-26日   | 5位      |      |
| 7週目  | 2020年06月27日-28日 | 10位     | 06月27日-7月3日 | 10位     |      |

## ストーリー
都会の喧騒の中に静かにたたずむ小さな喫茶店「エクストラ」のアルバイト店員として働くサユリは、喫茶の接客の他に「悩み事相談」をしている。それは、霊感を生かし修行の結果得られた能力で客の悩み事を次々と解決していた。サユリへの相談で救われたイサムは、相談の手伝いをしてゆくことになる。

## 登場人物
サユリ
演 - 千眼美子
喫茶店「エクストラ」の店員。喫茶の接客の他に「悩み事相談」も行う。霊感の持ち主ゆえに都会の喧騒の中で体調を崩し、夢子に介抱されたことを切っ掛けに、アルバイトとして働くことになる。マスターから書籍『幸福への道標』を渡され、心の修行を始める。持ち前の霊感を生かし心の修行の結果得られた能力で「悩み事相談」をはじめる。最初は人助けのための小さな悩み相談だったが、次第に依頼者からくる相談が大きく難しいもの扱うようになり、ついには悪魔との死闘となってゆく。
イサム
演 - 伊良子未來
杏花と交際する大学生で、ある店舗でアルバイトとして勤める。女優を目指す杏花を応援しているが、店舗の売上金を銀行に入金に向かう途中、襲われて売上金を奪われる。「エクストラ」でのサユリの悩み相談を知り、事件を解決しようと相談する。サユリの霊感で田所（演 - 古澤光徳）に奪われた金も戻り、サユリの悩み相談を補助してゆくことで、自身の人間的成長となり人生の目的と使命を考えるようになる。
高橋杏花（たかはし きょうか）
演 - 希島凛
イサムの恋人で同じ大学に通う女優を目指す大学生。幾つものオーディションを受けながらも成果が出ず悩んでいる。母親の瑠璃子（演 - 芦川よしみ）との二人暮らし。結婚した姉えりがいる。イサムの態度から、サユリとその悩み相談をフォローするイサムとの仲に対して誤解し嫉妬する。その嫉妬心から悪魔の憑依を受けて、危険な状態へとなってゆく。
えり
演 - 松田わかな
高橋杏花の姉。結婚して小学生の一人娘みな（演 - 二宮咲愛）を育てていたが、夫康介（演 - 青木涼）とは不仲になり別居している。ある日、娘みなが学校帰りに行方が分からなくなり、杏花に電話で助けを呼ぶ。その場にいたイサムの転機で、サユリの霊感能力でみなの行方を探す依頼をする。
マスター
演 - 日向丈
喫茶店「エクストラ」のマスター。美味なコーヒーを求めてコーヒー豆の選定から焙煎方法などにこだわりを持つ。店独自のブレンド・コーヒー「エクストラ・ブレンド」を作っている。妻夢子との間に二人の子供、夕樹（演 - 阿部司雄）とその妹のまなみ（演 - 坂井悠莉）がいる。
夢子
演 - 長谷川奈央
マスターの妻。喫茶店の前の通りでサユリを介抱し、彼女を雇い入れる。マスターが作るコーヒーの味に合わせてケーキをアレンジする。
医師 小野寺
演 - 大浦龍宇一
医院を営む開業医。一年半前に急病で死亡したが、後を継ぐはずの息子カズキへの思いを残していた。娘にユキ（演 - 大出菜々子）がいる。
医師 小野寺の父
演 - 重松収
医師 小野寺が、無神論・唯物論の知識がゆえに、自分が死んだことも解らずに苦しみ続ける中で、サユリの呼びかけに応じて、天界から導きの霊として現れる。息子である小野寺に対して生前の執着を手放すことを説得し、あの世への導きをする。
女優志願の黒髪の謎の女性 - 女悪魔メレフィス
演 - 折井あゆみ
杏花と同じドラマ俳優のオーディションを受けていた女性。イサムの態度のそっけなさに悩んでいる杏花に近づく。彼への疑いを焚き付ける言葉を掛けて、杏花を嫉妬させるよう仕向ける。その本性は、女悪魔メレフィスであった。その狙いは、サユリの「悩み事相談」の妨害を目論み、悪魔の支配する領域を広げるためである。
糸子
演 - 福永沙也
習い事の帰り道で、自転車で走っている時に何かが頬にあたったことで付いた傷と出血による恐怖に悩み、夕樹の勧めで、サユリへの相談に母親の加藤久美子（演 - 大田沙也加）を伴って「エクストラ」を訪れる。
リサ
演 - 山岸芽生
聖山学園高校で大学受験を控える高校3年生。マナ（演 - 深沢莉子）と小野寺ユキのクラスメート。成績が思わしくなく悩んでいる。入試模擬テストの後に、学校のトイレで不気味な体験をする。その時、手洗い台にスマホを忘れ、夜に取りに行くはめになる。
佐藤先生
演 - 田中宏明
リサたちの高校の体育教師。学校の居残りしていた時に、リサの悲鳴で駆けつける。トイレで不気味な体験をする一人。妻（演 - なりたりな）と結婚したが、その新居として購入した自宅での怪奇現象に襲われ、サユリにその解決を依頼する。
柳沢トモカ
演 - 渡辺優凛
聖山学園高校の生徒であった女子高生。3年前に学校で自殺してしまった。しかし、霊界の法則で地上に留まらざるを得ず、孤独に苦しみ続けていた。サユリからの説得と信仰の力で、天上界への導きを得る。
トモカの母親
演 - 正木佐和
成績ばかりに関心を持つトモカの担任（演 - 坂東睦月）にいじめが有ることを否定されたこともあり、娘のトモカの悩みに気づくことができずにいた。
佐紀（さき）
演 - 水月ゆうこ
「エクストラ」の客の一人。幼児の娘を連れてエクストラを訪れるも、泣き止まない娘の様子を見たサユリに子供の供養を提案される。
由美子
演 - 佐藤由紀子
「エクストラ」の客の一人。サユリに相談する。
天上界の仏陀（声のみ）
声 - 倉富亮
祈るサユリに、導きのインスピレーションを送る。

## 用語
- エクソシスト - エクソシズム（悪魔祓い）の祈祷を行う者。本来はキリスト教の用語であるが、映画では幸福の科学の独自の意味づけを示しており、事件の背後にある悪霊・悪魔の動きを見抜き、神仏の力を得てその事件を解決する者としている[36]。映画の内容に示す通り、問題を起こす霊を説得し、成仏へと導く事も含めていて、迷える霊を救済することで、この地上とあの世を浄化していく使命を持っている。この点が、悪魔達の棲家を縮小させることから、悪魔からの攻撃を受け戦うことへと繋がっていくのである[37]。
- 波長同通の法則 - 心の世界・霊界の法則であり、似たような心情を持つことで、自分にその似た霊を引き寄せてしまう法則。悪霊の憑依を引き起こす原理でもある[36]。
- 地縛霊 - 地上にある特定の場所や建物に取り付いて離れない悪霊。その土地に特別な感情・執着を持っていることで神仏の光を遮り（さえぎり）成仏できないでいる[38]。

## スタッフ
- 製作総指揮、原作・原案：大川隆法
- 監督：小田正鏡
- 総合プロデューサー：大田薫（New Star Production）、佐藤直史（IRH Press）
- プロデューサー：濱田勇作、富川水亜、打樋洋一
- 脚本：大川咲也加
- 音楽：水澤有一
- ラインプロデューサー：飯塚信弘
- 撮影：芦澤明子
- 証明：永田英則
- 美術：丸尾知行
- 装飾：藤田徹、吉村昌悟
- 録音：渡辺真司
- 編集：阿部亙英
- 音響効果：柴崎憲治（アルカブース）
- VFXプロデューサー：浅野秀二（IMAGICA）、Wee Meng Hee（fly studio）
- VFXディレクター：横石淳
- 3D-CGクリエーター：佐々木理、富山敬太、森戸隆之、廣本麗
- 映像効果：DI by TOEI DIGITAL LABO
- アドバイザー：赤羽博
- 制作会社：ジャンゴフィルム
- 製作会社：幸福の科学出版
- 配給：日活
- 配給協力：東京テアトル

## ロケ地・撮影場所

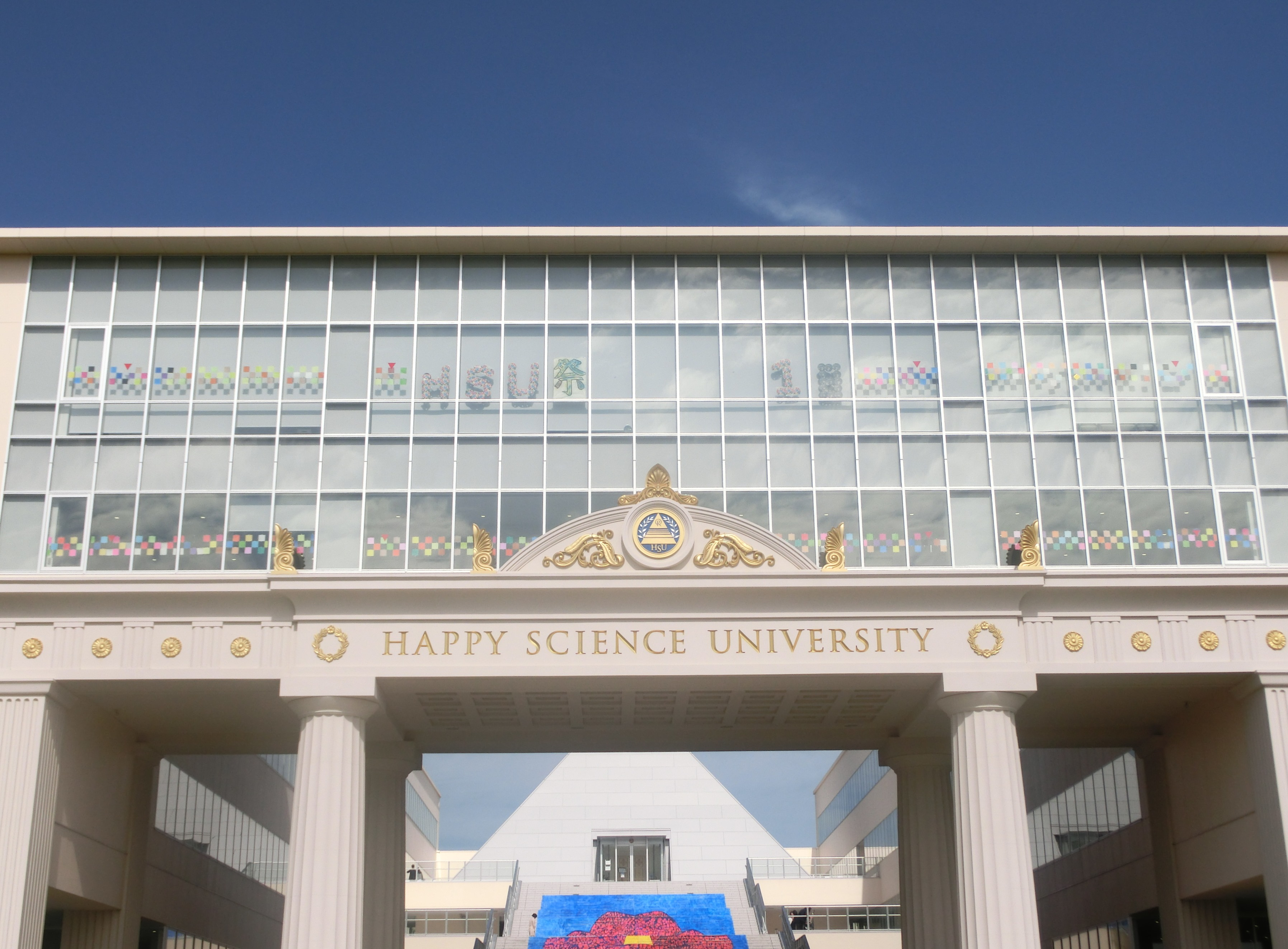
HSU、長生村キャンパス

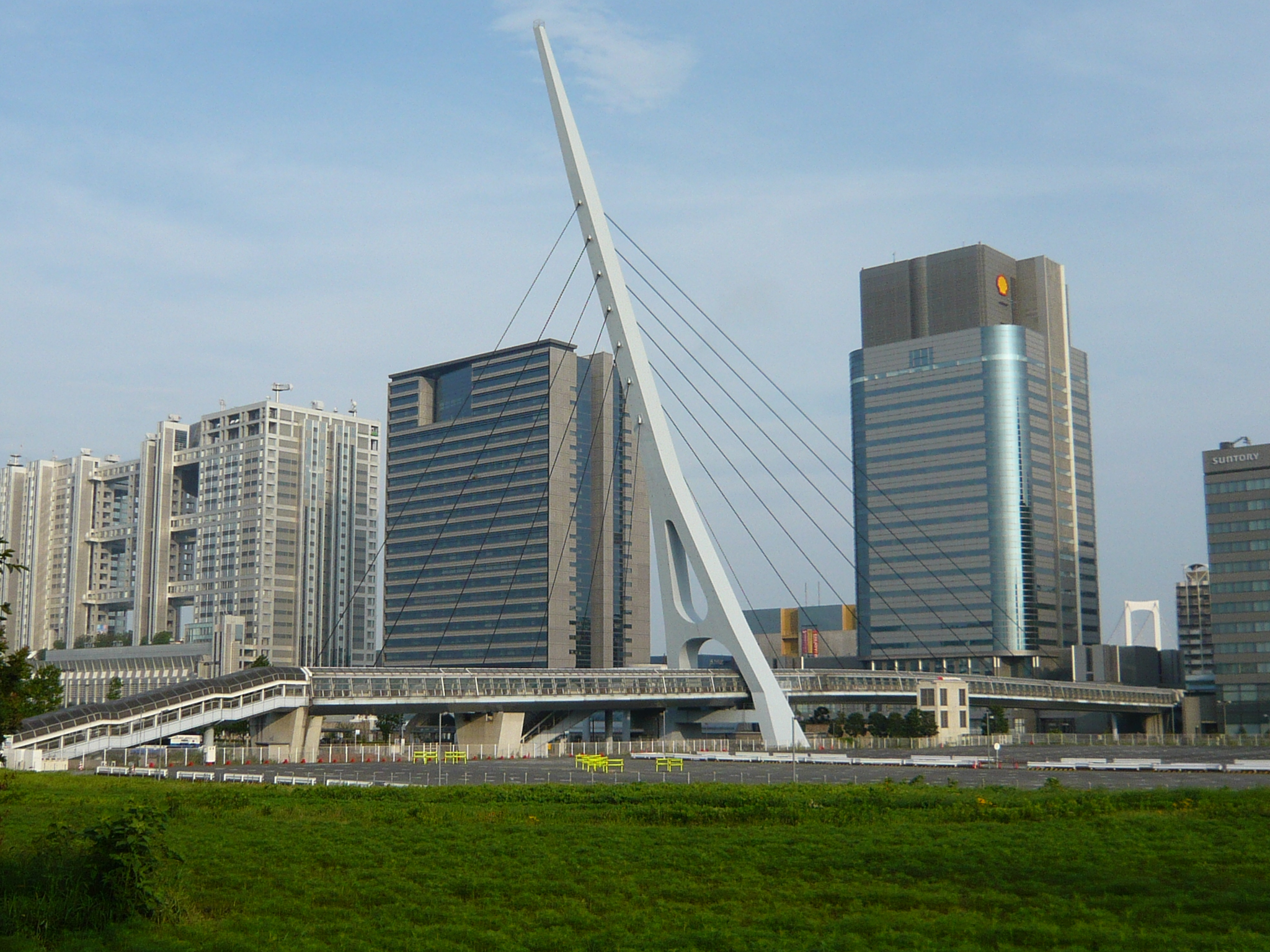
東京都港区台場と江東区青海をつなぐテレポートブリッジ

- 喫茶店「エクストラ」の撮影用セットは、東京都調布市染地にある日活調布撮影所に設置して撮影が行われた。

セットに見える「エクストラ」の住所は、「五反田3丁目5-7」とあるが、架空の住所で、単に「五反田」と表記する地名は無い。おおむね山手線を境に「西五反田」と「東五反田」の2つがあるのみ。
- イサムと杏花の通う大学は「東京都内の大学」という設定ではあるが、ロケ地は千葉県長生村のHSUキャンパスである。
- 街頭での撮影は東京都の品川区と港区と中央区で行われている。
  - 糸子の自転車での走行シーンは、港区白金台4丁目である。
  - イサムが売上金を奪われるシーンは、品川区東五反田1丁目の桜田通り（国道1号）の脇階段下の地下道である。
  - テレビドラマのオーディションの後に、杏花が黒髪の女性（メレフィス）に「情報交換にお茶を」と声掛けられた場所は、港区台場1丁目のテレポートブリッジ周辺である。また、その二人が対話する喫茶店は、中央区銀座2丁目の「GINZA BOOK CAFE」である[39]。
  - 杏花が母親と住むマンションは、品川区戸越5丁目周辺で、東急大井町線戸越公園駅などが見下ろせる位置にある。
  - 終盤にサユリが歩く街頭の一つは、品川区戸越1丁目と大崎4丁目の間の「百反通り」である。

## 受賞歴
- 第17回モナコ国際映画祭 - 2020年2月23日[41]
  - 「最優秀作品賞（エンジェル・トロフィー賞）」
  - 「最優秀主演女優賞(千眼美子)」
  - 「最優秀助演女優賞(希島凛)」
  - 「最優秀VFX 賞」
- エコ国際映画祭2020（ナイジェリア） - 2020年3月19日[42]
  - 「最優秀作品賞」
  - 「最優秀助演女優賞(希島凛)」
- オニロス映画賞 2020 - 4月度
  - 「最優秀長編作品書」
  - 「最優秀脚本賞」
  - 「最優秀ポスター賞」
- フローレンス映画賞（Florence Film Awards イタリア・フィレンツェ）2020年4月度[43]
  - 「最優秀長編作品賞」
  - 「最優秀主演女優賞」
  - 「最優秀オリジナル脚本賞」
  - フィクション部門「最優秀長編作品賞」
- CKF国際映画祭2020年4月度、イギリス・ロンドン[43]
  - 「最優秀オリジナル脚本賞」
- ニューヨーク映画賞 2020年4月度、アメリカ合衆国[43]
  - 「最優秀長編作品賞」
  - 「最優秀オリジナルソング賞(対象：主題歌）」
- 第53回ヒューストン国際映画祭 - 2020年4月27日[44]
  - 「長編ファンタジー・ホラー部門Gold賞」
- CKF国際映画賞 2020 - 4月度、フィクション部門
  - 最優秀長編作品賞
- アメリカン・ゴールデン・ピクチャー国際映画祭 2020 - 5月度
  - 最優秀長編作品賞
  - 最優秀監督賞
  - 最優秀編集賞
  - 最優秀音響賞
  - 最優秀助演女優賞
- フェスティジャス映画祭 2020 - 5月度
  - 最優秀長編物語賞
  - 最優秀原作賞
  - 名誉監督賞
  - 名誉女優賞
  - 最優秀VFX賞
- フリックス・マンスリー2020 - 5月度
  - 最優秀長編作品賞
  - 最優秀主演女優賞
  - 最優秀アンサンブル演技賞
  - 最優秀外国語映画賞
  - 最優秀脚本制作賞
- ザ・サウス国際映画芸術祭2020 - 5月度、最優秀長編ホラー賞
- ザ・サウス国際映画芸術祭2020 - 5月度、長編部門
  - 名誉監督賞
  - 最優秀主演女優賞
  - 名誉助演男優賞
  - 最優秀若手女優賞
  - 名誉撮影賞
  - 名誉オリジナル劇伴賞
  - 名誉編集賞
  - 最優秀メイクアップ賞
  - 最優秀VFX賞
- 五大陸国際映画祭2020 - 5月度長編映画部門
  - 最優秀ファンタスティック賞
  - 最優秀特別脚本賞
  - 最優秀主演女優賞
  - 最優秀若手女優賞
  - 特別編集賞
  - 特別オリジナル劇伴賞
  - 最優秀VFX賞
- フリックス・マンスリー映画祭2020年度
  - 最優秀脚本制作賞
  - 最優秀アンサンブル演技賞

## 主題歌・挿入歌など
- 主題歌「The Real Exorcist」

- 作詞・作曲 - 大川隆法
- 編曲 - 大川咲也加、水澤有一
- 歌唱 - 大川咲也加

- イメージソング「秘密の変身」

- 作詞・作曲 - 大川隆法
- 編曲 - 大川咲也加、 水澤有一
- 歌唱 - 千眼美子

- 準メイン・テーマ「心のすき間」

- 作詞・作曲 - 大川隆法
- 編曲 - 大川咲也加、 水澤有一
- 歌唱 - 恍多

- 挿入歌「想い残し」

- 作詞・作曲 - 大川隆法（作詞の霊示、芥川龍之介）
- 編曲 - 大川咲也加、 水澤有一
- 歌唱 - 坂野勝義

## 音楽ソフト
- CD『The Real Exorcist』

映画『心霊喫茶「エクストラ」の秘密-The Real Exorcist-』主題歌
収録曲：1. The Real Exorcist 、2. The Real Exorcist (Instrumental)
発刊元：幸福の科学出版
型番： C 477
発売日：2019年6月28日
EAN 4582316051212、JAN 4582316051212、ASIN B07SHH368J
- DVD『The Real Exorcist』MV

映画『心霊喫茶「エクストラ」の秘密-The Real Exorcist-』主題歌
収録曲：3バージョンのMUSIC VIDEOを収録
1.The Real Exorcist
2.The Real Exorcist ～悪霊封印ver.
3.The Real Exorcist ～Modern Exorcist ver.
発刊元：幸福の科学出版
型番： K 1241
発売日：2019年12月17日
EAN 4582316051335、JAN 4582316051335、ASIN B0813DBJH7
- CD＋DVD 2枚セット『英語版 The Real Exorcist』

映画『心霊喫茶「エクストラ」の秘密-The Real Exorcist-』主題歌
収録内容：【CD】
1.The Real Exorcist
2.The Real Exorcist (Instrumental)
【DVD】英語版「The Real Exorcist」 (ミュージックビデオ)
発刊元：幸福の科学出版
型番： W 89
発売日：2020年4月30日
EAN 4582316051373、JAN 4582316051373、ASIN B086DNN5GX
- CD『秘密の変身』

映画『心霊喫茶「エクストラ」の秘密-The Real Exorcist-』イメージソング
収録曲：1. 秘密の変身 、2. 秘密の変身(Instrumental)
レーベル：ARI MUSIC、発刊元：アリ・プロダクション
型番： C 484
発売日：2019年12月17日
EAN 4582316051342、JAN 4582316051342、ASIN B0812PXK3Q
- CD 2枚組 映画『心霊喫茶「エクストラ」の秘密―The Real Exorcist―』オリジナル・サウンドトラック

収録曲：〔Disc1〕歌唱 7曲、収録時間：37分36秒
1. The Real　Exorcist ……………………………………… 5:53
2. 秘密の変身 ………………………………………………… 5:56
3. 心のすき間 ………………………………………………… 4:53
4. 想い残し …………………………………………………… 4:57
5. 秘密の変身 -Another Version- ………………………… 5:56
6. 心のすき間 -Another Version- ………………………… 4:53
7. 想い残し -Another Version- …………………………… 5:08
〔Disc2〕劇伴27曲、収録時間：52分33秒
1. 『心霊喫茶「エクストラ」の秘密』メインタイトル …… 1:09　
2. 透明人間？ …………………………………………………… 3:44
3. タイム・バック・リーディングのテーマ ………………… 1:41
4. 誰かいる？ …………………………………………………… 1:15
5. リサの影 ……………………………………………………… 1:14
6. サユリの過去 ………………………………………………… 2:39
7. サユリとイサム ……………………………………………… 1:18
8. 学校トイレの不思議 ………………………………………… 1:19
9. 夜の学校～悲しみの過去 …………………………………… 4:07
10. 迷える女子高生 ……………………………………………… 4:11
11. 光の世界へ …………………………………………………… 1:59
12. サユリの祈り ………………………………………………… 1:02
13. タイム・バック・リーディング～パパもママも大好き … 1:09
14. メレフィスの気配 …………………………………………… 0:30
15. メレフィスの思惑 …………………………………………… 0:47
16. 住みついた地縛霊 …………………………………………… 3:13
17. 緊縛封印 ……………………………………………………… 2:29
18. ポルターガイスト …………………………………………… 2:25
19. 反省から光へ ………………………………………………… 1:29
20. 夢の中で～忍び寄るメレフィス …………………………… 4:01
21. メレフィスの影 ……………………………………………… 0:33
22. あやつられた杏花 …………………………………………… 1:59
23. 悪魔のささやき ……………………………………………… 1:10
24. 女悪魔メレフィス …………………………………………… 2:28
25. メレフィスとの死闘 ………………………………………… 1:47
26. サユリの天命 ………………………………………………… 0:57
27. 世界一不思議な街 …………………………………………… 2:51

発刊元：幸福の科学出版
型番： C 489
発売日：2020年4月29日
EAN 4582316051458、JAN 4582316051458、ASIN B086Z9WMZG

## 映像ソフト
- 愛蔵版：3枚組(本編Blu-ray Disc＋本編DVD＋特典DVD)「映画『心霊喫茶「エクストラ」の秘密-The Real Exorcist-』愛蔵版」

収録内容：【DISC1】Blu-ray Disc　1. 本編映像(108分)
日本語字幕・英語字幕・英語吹替付、音声ガイド対応
【DISC2】DVD　1. 本編映像(108分)
日本語字幕・英語字幕・英語吹替付、音声ガイド対応
【DISC3】特典DVD
発刊元：幸福の科学出版
型番： K 1261
発売日：2020年12月8日
JAN：なし、ISBN：あり
- Blu-ray Disc 2枚組「映画『心霊喫茶「エクストラ」の秘密-The Real Exorcist-』〔Blu-ray〕」

収録内容：【DISC1】1. 本編映像(108分)
日本語字幕・英語字幕・日本語の他に英語吹替付、音声ガイド対応
【DISC2】
2. 予告編映像(93秒/62秒/15秒/海外版88秒)
3. 大ヒット記念舞台挨拶映像(12分45秒)
4. モナコ国際映画祭速報(3分45秒)
5. エコ国際映画祭速報(5分12秒)
6. テーマ別動画「いじめで自殺した女子高生」編(2分13秒)
7. テーマ別動画「生まれてこれなかった子ども」編(1分46秒)
8. テーマ別動画「自分が死んだことに気がづかない霊」編(2分29秒)
9. テーマ別動画「嫉妬心に忍び寄る悪魔」編(1分54秒)
10. 主題歌CM 2タイプ(日本語・英語、各40秒)
発刊元：幸福の科学出版（ IRH Press Taiwan ）
型番： K 1264
発売日：2020年12月8日
EAN 4582316051724、JAN 4582316051724、ASIN B08N1S263K
ISBN 978-4-8233-0242-8
- DVD 2枚組「映画『心霊喫茶「エクストラ」の秘密-The Real Exorcist-』〔DVD〕」

収録内容：上記〔Blu-ray〕と同じ。
発刊元：幸福の科学出版
型番： K 1263
発売日：2020年12月8日
EAN 4582316051717、JAN 4582316051717、ASIN B08N1S12NV
ISBN 978-4-8233-0241-1
- 映像配信、各種動画配信サイトにて配信あり。

ASIN B08F6DX7T4 - Amazon Prime
- DVD「台湾版 映画『心霊喫茶「エクストラ」の秘密-The Real Exorcist-』〔台湾版DVD〕」

[注意事項]
日本国内の再生機器では、再生できません。(映像方式：NTSC 3)
対応地域:東南アジア、香港、マカオ、韓国 および 台湾
局廣北市録字第2741號
保護級|109分鐘|日文發音|中文字幕|家用版|Dolby Digital|16:9|NTSC 3
収録内容：【DISC1】1. 本編映像(109分)
中国語・繁体字字幕付
発刊元：幸福の科学出版 IRH Press Taiwan
型番：K 1268
発売日：2021年11月4日
EAN：あり 不明
- 映像配信：Amazon Prime Video などでも配信中